# سیارک ۱۸۹۱۲
سیارک ۱۸۹۱۲ (به انگلیسی: 18912 Kayfurman، نامگذاری:2000OM32) هجده هزار و نهصد و دوازدهمین سیارک کشف شده‌است که در ۳۰ ژوئیه ۲۰۰۰ کشف شد.
قدر مطلق سیارک برابر ۱۷.۸ است.